# Дублин (Гомельская область)
Ду́блин (бел. Дублі́н) — деревня в Маложинском сельсовете Брагинского района Гомельской области Беларуси.
Рядом находится месторождение торфа.

## География

### Расположение
В 6 км на юго-восток от Брагина, в 34 км от железнодорожной станции Хойники (на ветке Василевичи — Хойники от линии Калинковичи — Гомель), в 136 км от Гомеля.

### Гидрография
На севере сеть мелиоративных каналов.

## Транспортная система
Транспортные связи по просёлочной, затем по автомобильной дороге Комарин — Хойники.
Планировка состоит из прямолинейной улицы, ориентированной с юго-востока на северо-запад, которая на севере присоединяется к широтной улице, а на западе к ней под острым углом присоединяется короткая прямолинейная улица. Застройка деревянная усадебного типа.

## История
Обнаруженные в XIX веке археологические находки свидетельствуют про деятельность человека в этих местах из глубокой древности. По письменным источникам известна с XVI века как селение Великого княжества Литовского, владение князя Вишневецкого, во 2-й половине XVII века — Конецпольских. После 2-го раздела Речи Посполитой (1793 год) находилась в составе Российской империи. С 1811 года — владение Ракицких. В 1897 году деревня административно относилась к Брагинской волости Речицкого уезда Минской губернии. В Дублине находились часовня, школа грамоты, хлебозапасный магазин, 2 ветряные мельницы, кузница.
С 8 декабря 1926 года по 30 декабря 1927 года — центр Дублинского сельсовета Брагинского района Речицкого, с 9 июня 1927 года — Гомельского округов, действовала начальная школа. В 1930 году организован колхоз «Доброволец», работали кузница и ветряная мельница. Во время Великой Отечественной войны на фронтах и в партизанской борьбе погибли 83 местных жителя. В память о погибших в 1970 году поставлена скульптура солдата. С 1987 года — центр Сперижского сельсовета, в колхозе имени Ю. А. Гагарина. Располагались средняя школа, клуб, библиотека, фельдшерско-акушерский пункт, отделение связи, магазин.
До 31 октября 2006 года — в составе Дублинского сельсовета, с 31 октября 2006 года по 16 декабря 2009 года — в составе Чемерисского сельсовета.

## Население

### Численность
- 1816 год — 25 дворов, 130 жителей.
- 1850 год — 215 жителей.
- 1859 год — 223 жителя.
- 1897 год — 71 двор, 477 жителей (согласно переписи).
- 1909 год — 90 дворов, 583 жителя.
- 1926 год — 127 дворов, 727 жителей.
- 1959 год — 609 жителей (согласно переписи).
- 1971 год — 165 дворов, 511 жителей.
- 1997 год — 144 двора, 372 жителя[3].
- 2002 год — 129 хозяйств, 359 жителей.
- 2004 год — 133 хозяйства, 354 жителя.

| График не отображается по техническим причинам. Чтобы исправить это, воспроизведите график в новом формате, если это возможно. |

## Достопримечательность
- Мемориал в память о земляках, не вернувшихся с полей сражений. В 1970 году на мемориале установлена скульптура солдата.